# Botho Strauß

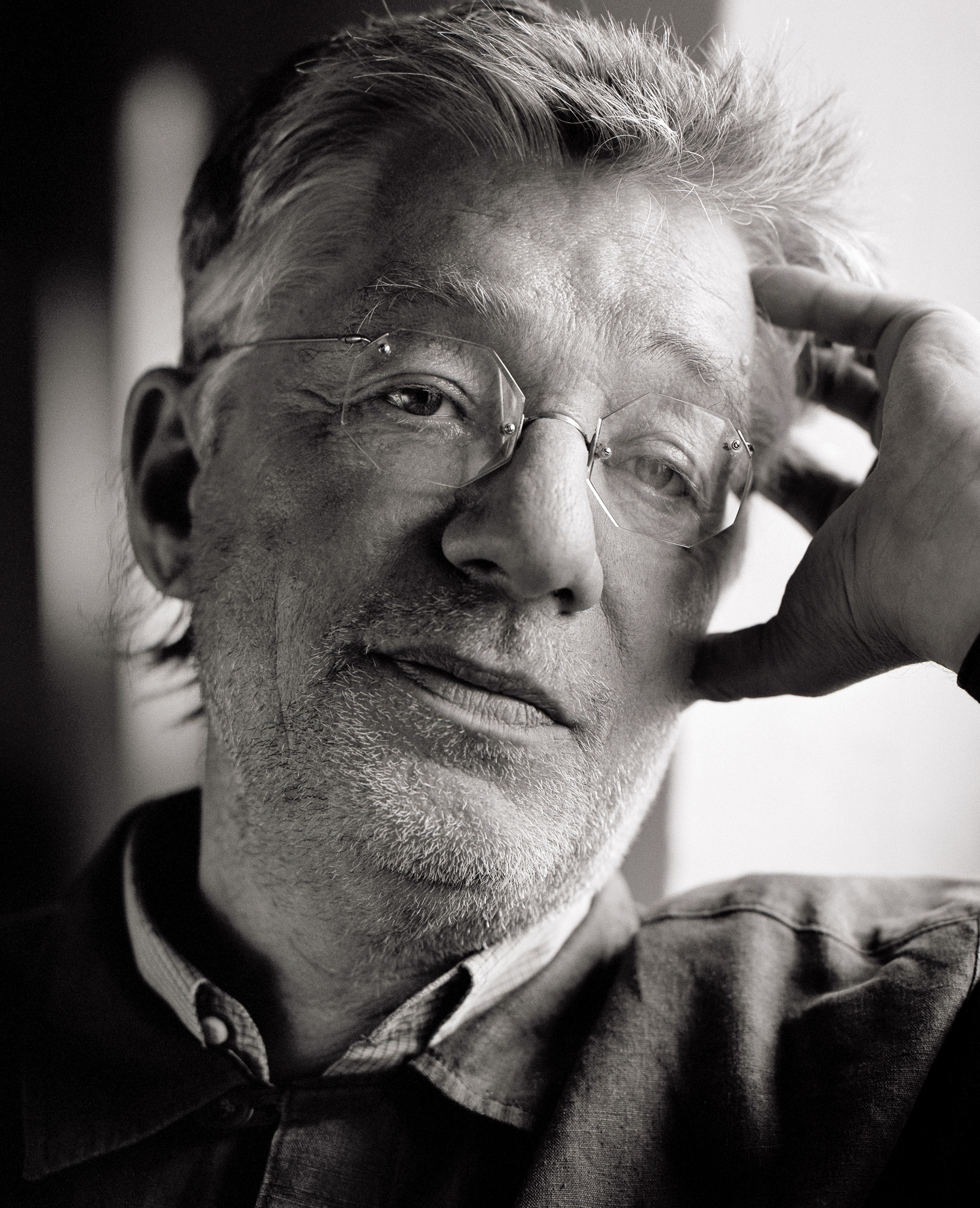
Botho Strauß fotografiert von Oliver Mark, Uckermark 2007

Botho Strauß (* 2. Dezember 1944 in Naumburg) ist ein deutscher Schriftsteller und Dramatiker. Er gehörte vor allem in den 1970er bis 1990er Jahren zu den erfolgreichsten und meistgespielten zeitgenössischen Dramatikern auf deutschsprachigen Theaterbühnen.

## Leben

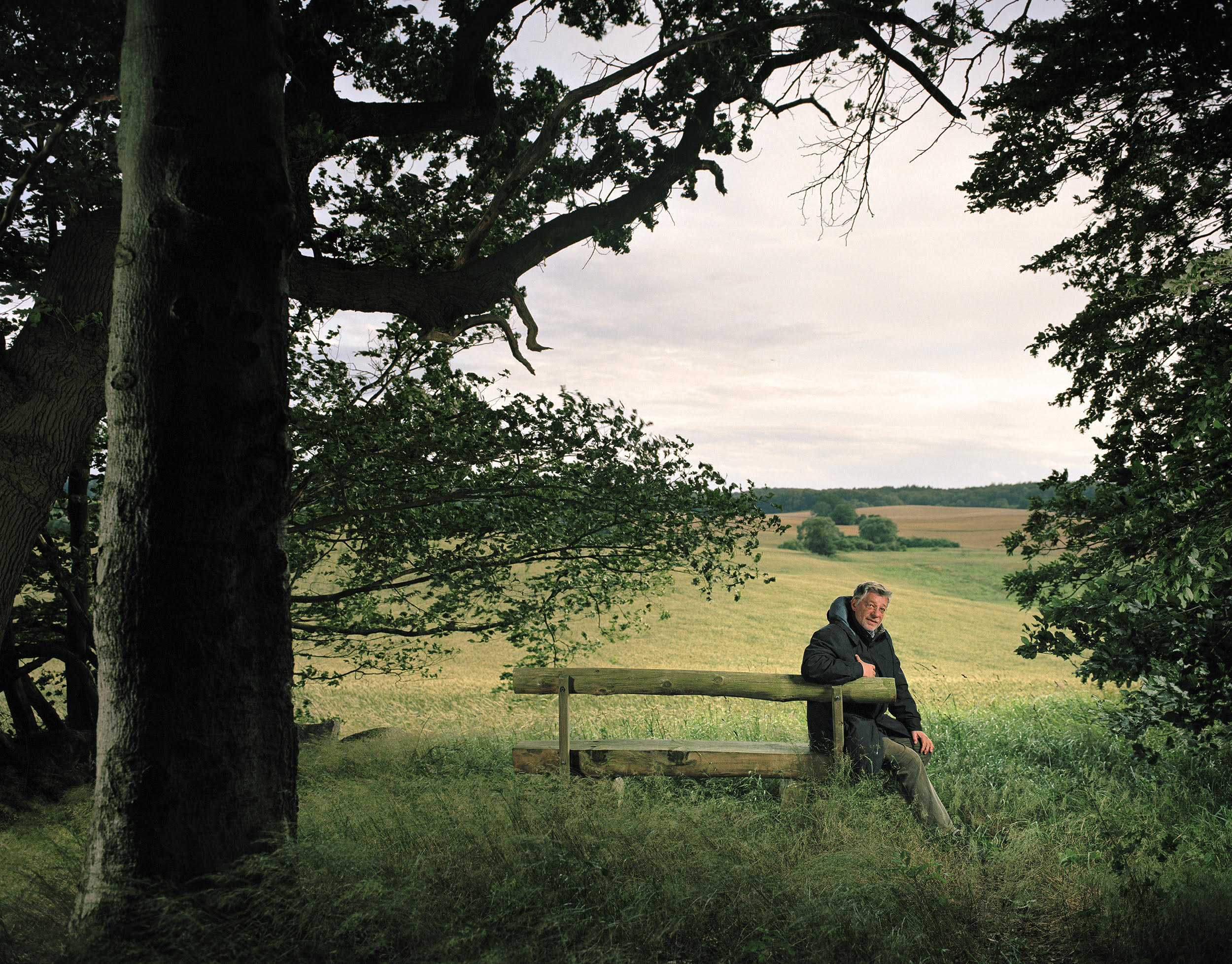
Botho Strauß fotografiert von Oliver Mark in seinem Wald in der Uckermark, 2007

Botho Strauß ist Sohn des Chemikers, Pharmazeuten und Medizinpublizisten Eduard Strauss, der 1950 nach der Enteignung aus der DDR flüchtete. Nach dem Schulbesuch in Remscheid und Bad Ems studierte er einige Semester Germanistik, Theatergeschichte und Soziologie in Köln und München und brach das Studium ohne Abschluss ab. Zwischen 1967 und 1970 war er Journalist bei der Zeitschrift Theater heute. Anschließend war er bis 1975 Dramaturg an der Schaubühne am Halleschen Ufer. Danach etablierte er sich als freier Schriftsteller.
Botho Strauß lebt heute in Berlin und in der Gemeinde Oberuckersee in der Uckermark. Er hat mit der Rundfunkautorin Manuela Reichart den 1988 geborenen Sohn Simon, der als Theaterkritiker und Schriftsteller tätig ist.

## Werke und Bewertungen
Strauß’ Erstlingswerke wurden von der Kritik positiv aufgenommen. So schrieb Marcel Reich-Ranicki am 10. August 1977 in der FAZ: „Denn was er schon kann, zeugt von Talent. Was ihm noch fehlt, lässt sich erlernen. Dieser Mann ist eine große Hoffnung unserer Literatur. Vielleicht wird von ihm der Roman seiner Generation kommen.“
Eine kontroverse Diskussion löste in der Literaturwissenschaft sein Roman Der junge Mann (1984) aus. Im Jahre 1985 publizierte er sein erstes längeres Gedicht (75 Seiten): Diese Erinnerung an einen, der nur einen Tag zu Gast war. Es berührt, in vielfältigen Strophenformen und Versmaßen gefasst, alle Formen des gesellschaftlichen Miteinanders der Menschen. Es ist der Versuch eines lyrischen Ichs, seine Position neu zu definieren. Im Jahre 1987 erhielt er den Bayerischen Literaturpreis (Jean-Paul-Preis) zur Würdigung des literarischen Gesamtwerks.
Neben Theaterstücken hat Strauß Kurzgeschichten und Bücher mit Essays und Aphorismen verfasst. Darin setzt er sich auch mit naturwissenschaftlichen und philosophischen Fragen auseinander: Mit Fragen der Technik und der Evolution; so in Beginnlosigkeit (1992). Seit Ende der 1980er Jahre geriet er aufgrund seiner demokratie- und zivilisationskritischen Essays – allen voran Anschwellender Bocksgesang, veröffentlicht 1993 im Spiegel – unter Kritik. Sätze wie, „dass ein Volk sein Sittengesetz gegen andere behaupten will und dafür bereit ist, Blutopfer zu bringen, das verstehen wir nicht mehr und halten es in unserer liberal-libertären Selbstbezogenheit für falsch und verwerflich“, wurden unter anderem von Ignatz Bubis scharf kritisiert. Später relativierte Bubis seine Kritik. Der Essay wurde von Heimo Schwilk und Ulrich Schacht als Impuls und Basis genommen, um zusammen mit 25 weiteren Autoren ihren programmatischen Sammelband Die selbstbewusste Nation zu erstellen.
Lob und Kritik erschienen auch 2004 – anlässlich seines 60. Geburtstags – in der deutschen und internationalen Presse. Im Februar 2006 veröffentlichte Strauß: Der Konflikt (in Der Spiegel). 2005/2006 wurde in Paris und Berlin sein Stück Die Schändung uraufgeführt. 2006 erschienen seine 41 Kalendergeschichten (Mikado) im Hanser Verlag. Fünf Kalendergeschichten wurden mit acht Kreidezeichnungen von Neo Rauch im Verlag Kleinheinrich (Münster) in einer limitierten Auflage (180 Exemplare) unter dem Titel Der Mittler zusätzlich veröffentlicht. 2007 erschien seine erste Novelle: Die Unbeholfenen.
In seinem Essay: Der Maler löst den Bann (Der Spiegel, 30/2008) setzt er sich mit den „übermalten Fotos“ von Gerhard Richter auseinander. Durch die Kooperation mit Neo Rauch und die Bearbeitung von „übermalten Fotos“ von Gerhard Richter hat Strauß sein schriftstellerisches Werk auch auf die aktuelle Malerei bezogen. Eine Fortsetzung folgte 2009 in einer Kooperation mit Thomas Demand: Zu Fotografien der deutschen Geschichte seit 1945, die der bildende Künstler in der Neuen Nationalgalerie Berlin ausstellt, lieferte Botho Strauß unveröffentlichte Texte als Bildlegenden.
Anfang April 2009 wurde am Bayerischen Staatsschauspiel Strauß’ neues Stück Leichtes Spiel. Neun Personen einer Frau von Dieter Dorn uraufgeführt. Dazu schreibt Gerhard Stadelmaier in der FAZ: „Das große Weiberwelttheater. Uraufführungen von B.S. sind die Feste des Theaters. Der Leichtnehmer Dorn ist der kongeniale Regie-Partner des Dramatikers Strauß, der das Schwerste leicht nimmt, weil er es nicht löst, sondern in der Schwebe hält …“ Das Stück Groß und klein wurde 2011 in englischer Übersetzung von der Sydney Theatre Company in der Hauptrolle mit Cate Blanchett aufgeführt; die Inszenierung kam 2012 nach Europa und war bei den Ruhrfestspielen Recklinghausen, den Wiener Festwochen, am Théâtre de la Ville Paris sowie am Londoner Barbican zu sehen. 2014 gab der Schriftsteller und Humorist Heinz Strunk, der Strauß als den „Autor seines Lebens“ bezeichnet, eine Sammlung seiner Erzählungen unter dem Titel Der zurück in sein Haus gestopfte Jäger heraus.
Am 2. Oktober 2015 veröffentlichte der Spiegel die Glosse Der letzte Deutsche von Strauß. In dieser beklagt er angesichts der Flüchtlingskrise in Europa 2015 das aus seiner Sicht bevorstehende Ende der deutschen Geistesgeschichte. In einem Interview mit Deutschlandradio bewertete der frühere Präsident des PEN-Zentrums Deutschland, Johano Strasser, die Glosse als eine aus kleinen Verbeugungen vor rechten, populistischen Strömungen bestehende Schrift. Richard Kämmerlings sah in dem Text vor allem eine Provokation, die eine geistige, rein ästhetisch definierte Tradition als filternden Katalysator für alles Negative der Nationalgeschichte beschwört und in einen Traum vom unschuldigen Deutschland resultiert. Der Schriftsteller Martin Mosebach verteidigte Strauß gegen diese Vorwürfe und sah in der Glosse weniger eine Abwehr gegen Migranten als eine Klage über den kulturellen Zustand Deutschlands und ein eigenschaftslos gewordenes Volk, das keine Verbindung zu seiner Vergangenheit hat. Den deutschen Feuilletons warf er vor, sich auf Strauß eingeschossen zu haben.
Seine Werke werden in zahlreichen Sprachen publiziert. Im Frühjahr 2018 wechselte Strauß vorübergehend vom Hanser Verlag zu Rowohlt. Strauß gibt selten Interviews und zeigt sich nicht vor der Kamera. Für einen Beitrag zu seinem 75. Geburtstag in der 3sat-Sendung Kulturzeit lud er ein Fernsehteam in sein Haus in der Uckermark.
Er ist Mitglied im PEN-Zentrum Deutschland.

## Werke

### Stücke
[UA = Uraufführung; EA = Erstaufführung]
- Die Hypochonder (UA: 22. November 1972 Deutsches Schauspielhaus Hamburg, Regie: Claus Peymann)
- Das Sparschwein (Übersetzung und Bearbeitung der Komödie von Eugène Labiche; UA: August 1973 Schaubühne am Halleschen Ufer, Berlin, Regie: Peter Stein)
- Bekannte Gesichter, gemischte Gefühle (UA: 2. September 1975 Staatstheater Stuttgart, Regie: Niels-Peter Rudolph)
- Trilogie des Wiedersehens (UA: 18. Mai 1977 Deutsches Schauspielhaus Hamburg, Regie: Dieter Giesing)
- Groß und klein (UA: 6. Dezember 1978 Schaubühne am Halleschen Ufer, Berlin, Regie: Peter Stein)
- Kalldewey, Farce (UA: 31. Januar 1982 Deutsches Schauspielhaus Hamburg, Regie: Niels-Peter Rudolph)
- Der Park 1983 (nach Ein Sommernachtstraum von William Shakespeare – UA: 5. Oktober 1984 Städtische Bühnen Freiburg, Regie: Dieter Bitterli)
- Die Fremdenführerin (UA: 15. Februar 1986 Schaubühne am Lehniner Platz, Berlin, Regie: Luc Bondy)
- Molières Misanthrop (Übersetzung und Nachdichtung des Stückes von Molière – UA: 20. November 1987 Schaubühne am Lehniner Platz, Berlin, Regie: Luc Bondy)
- Besucher (UA: 6. Oktober 1988, Münchner Kammerspiele, Regie: Dieter Dorn)
- Sieben Türen (UA: 20. November 1988 Stockholms Stadsteater, Regie: Jan Maagard – Deutschsprachige Erstaufführung: 12. Dezember 1988 Burgtheater Wien, Regie: Alexander Seer)
- Die Zeit und das Zimmer (UA: 8. Februar 1989 Schaubühne am Lehniner Platz, Berlin, Regie: Luc Bondy)
- Schlusschor (UA: 1. Februar 1991 Münchner Kammerspiele, Regie: Dieter Dorn)
- Angelas Kleider (UA: 4. Oktober 1991 steirischer Herbst / Vereinigte Bühnen Graz, Regie: Leander Haußmann)
- Das Gleichgewicht, (UA: 26. Juli 1993, Salzburger Festspiele, Regie: Luc Bondy)
- Ithaka (UA: 19. Juli 1996 Münchner Kammerspiele, Regie: Dieter Dorn)
- Der Kuss des Vergessens, (UA: 28. November 1998 Schauspielhaus Zürich, Regie: Matthias Hartmann)
- Die Ähnlichen (UA: 6. Juni 1998 Theater in der Josefstadt, Wien, Regie: Peter Stein)
- Jeffers-Akt I und II (UA: 21. April 1998 Hebbel-Theater, Berlin, Regie: Edith Clever)
- Lotphantasie (UA: 27. Mai 1999 Wiener Festwochen, Theater in der Josefstadt / Rabenhof, Regie: Luc Bondy)
- Der Narr und seine Frau heute abend in Pancomedia (UA: 7. April 2001 Schauspielhaus Bochum, Regie: Matthias Hartmann)
- Unerwartete Rückkehr (UA: 9. März 2002 Berliner Ensemble, Regie: Luc Bondy)
- Schändung (nach Titus Andronicus. von William Shakespeare – UA: 7. Oktober 2005 Théâtre de l’Odéon, Paris, Regie: Luc Bondy – Deutschsprachige Erstaufführung: 28. Januar 2006 Berliner Ensemble, Regie: Thomas Langhoff)
- Die eine und die andere, (UA: 27. Januar 2005 Bayerisches Staatsschauspiel München, Regie: Dieter Dorn)
- Nach der Liebe beginnt ihre Geschichte (UA: 16. September 2005 Schauspielhaus Zürich, Schiffbau, Regie: Matthias Hartmann)
- Leichtes Spiel (UA: 2. April 2009 Bayerisches Staatsschauspiel, München, Regie: Dieter Dorn)
- Das blinde Geschehen (UA: 11. März 2011, Burgtheater Wien, Regie: Matthias Hartmann)

### Prosa
- Schützenehre. Erzählung. Eremiten-Presse Düsseldorf 1975, ISBN 3-87365-071-1.
- Marlenes Schwester. Zwei Erzählungen. Hanser, München/Wien 1975, ISBN 3-446-12011-4.
- Die Widmung. Erzählung. Hanser, München/Wien 1977, ISBN 3-423-10248-9.
- Rumor. Roman. Hanser, München/Wien 1980, ISBN 3-446-12990-1.
- Paare, Passanten. Kurzprosa. Hanser, München/Wien 1981, ISBN 3-423-10250-0.
- Der junge Mann. Roman. Hanser, München/Wien 1984, ISBN 3-446-14134-0.
- Diese Erinnerung an einen, der nur einen Tag zu Gast war. Gedicht. Hanser, München/Wien 1985, ISBN 3-446-14396-3.
- Niemand anderes. Prosa. Hanser, München/Wien 1987, ISBN 3-446-14890-6.
- Kongress. Die Kette der Demütigungen. Matthes & Seitz, München 1989, ISBN 3-88221-759-6.
- Über Liebe. Geschichten und Bruchstücke. Hrsg. Volker Hage. Reclam, Stuttgart 1989, ISBN 3-15-008621-3.
- Fragmente der Undeutlichkeit. Ein Dialog und eine poetologische Meditation zu Robinson Jeffers. Hanser, München/Wien 1989, ISBN 3-446-15736-0.
- Beginnlosigkeit. Reflexionen über Fleck und Linie. Hanser, München/Wien 1992, ISBN 3-423-12358-3.
- Wohnen, Dämmern, Lügen. Kurzprosa. Hanser, München/Wien 1994, ISBN 3-446-17875-9.
- Die Fehler des Kopisten. Aufzeichnungen. Hanser, München/Wien 1997, ISBN 3-446-19029-5.
- Gedankenfluchten. Hrsg. Volker Hage und Barbara Hoffmeister. Suhrkamp, Frankfurt 1999. (Bibliothek Suhrkamp. 1326.) ISBN 3-518-22326-7
- Das Partikular. Erzählungen. Hanser, München/Wien 2000, ISBN 3-446-19886-5.
- Die Nacht mit Alice, als Julia ums Haus schlich. Erzählungen. Hanser, München 2003, ISBN 3-446-20357-5.
- Der Aufstand gegen die sekundäre Welt: Bemerkungen zu einer Ästhetik der Anwesenheit. Hanser, München 1999, 112 S., 2004 132 S., 2012 176 S.
- Der Untenstehende auf Zehenspitzen. Prosa. Hanser, München 2004, ISBN 3-446-20491-1.
- Mikado. Erzählungen. Hanser, München 2006, ISBN 3-446-20808-9.
- [mit Neo Rauch]: Der Mittler. 5 Kalendergeschichten mit 8 Kreidezeichnungen. Kleinheinrich, Münster 2006, ISBN 3-930754-44-4.
- Die Unbeholfenen. Bewußtseinsnovelle. Hanser, München 2007, ISBN 978-3-446-20917-6.
- Vom Aufenthalt. Erzählungen. Hanser, München 2009, ISBN 978-3-446-23441-3.
- Sie/Er. Erzählungen ausgewählt von Thomas Hürlimann. Hanser, München 2012, ISBN 978-3-446-23865-7.
- Die Fabeln von der Begegnung. Erzählungen. Hanser, München 2013, ISBN 978-3-446-24180-0.
- Lichter des Toren. Der Idiot und seine Zeit. Diederichs, München 2013. ISBN 978-3-424-35088-3.
- Der zurück in sein Haus gestopfte Jäger. Texte. Rowohlt Taschenbuch, Reinbek 2014, ISBN 978-3-499-26755-0.
- Herkunft. Hanser, München 2014, ISBN 978-3-446-24676-8.
- Allein mit allen. Gedankenbuch. Auswahl Sebastian Kleinschmidt, Hanser, München 2014, ISBN 978-3-446-24608-9.
- Oniritti Höhlenbilder. Hanser, München 2016, ISBN 978-3-446-25402-2.
- Der Fortführer. Rowohlt, Reinbek 2018, ISBN 978-3-498-06553-9.
- Saul. Rowohlt, Hamburg 2019, ISBN 978-3-498-00135-3.
- Zu oft umsonst gelächelt. Hanser, München 2019, ISBN 978-3-446-26381-9.
- Nicht mehr. Mehr nicht: Chiffren für sie. Hanser München 2021.
- Das Schattengetuschel. Hanser München 2024.

### Essays
- Versuch, ästhetische und politische Ereignisse zusammenzudenken: Texte über Theater 1967 – 1986, Verlag der Autoren, Frankfurt am Main 1987. ISBN 3-88661-080-2.
- Der Aufstand gegen die sekundäre Welt. Nachwort zu George Steiner: Von realer Gegenwart. Hanser, München 1990, ISBN 3-446-23673-2.
- Anschwellender Bocksgesang. In: Der Spiegel. Nr. 6, 1993, S. 202–207 (online – 8. Februar 1993).
- Der Buchstabe wird zum Atemzug. Das Genie der Werkversessenheit: Dem Regisseur Peter Stein zum sechzigsten Geburtstag. In: FAZ. 27. September 1997.
- Der Gebärdensammler: Texte zum Theater, Verlag der Autoren, Frankfurt am Main 199. ISBN 3-88661-217-1.
- Das letzte Jahrhundert des Menschen. Was aber kommen wird ist Netzwerk. Bemerkungen zu Sein und Zeit. In: FAZ. vom 2. Januar 1999, (Ausschnitt).
- Wollt ihr das totale Engineering? In: Die Zeit. 20. Dezember 2000, Nr. 52.
- Orpheus aus der Tiefgarage. Botho Strauß über Gene, Liebe und die Verbrechen der Intimität. In: Der Spiegel. Nr. 9, 2004, S. 164–166 (online – 21. Februar 2004).
- Man muß wissen, wie die Sonne funktioniert. In: FAZ, 21. Oktober 2005.
- Der Konflikt. In: Der Spiegel. Nr. 7, 2006, S. 120–121 (online).
- Was bleibt von Handke? In: FAZ, 1. Juni 2006.
- Der Maler löst den Bann: über Gerhard Richter und seine „übermalten Fotos“. In: Der Spiegel. Nr. 30, 2008, S. 144–145 (online – 21. Juli 2008).
- Heideggers Gedichte. In: FAZ, 19. September 2008.
- Botho Strauß über Thomas Hürlimann. In: Die Zeit, Nr. 51/2010.
- Uns fehlt ein Wort, ein einzig Wort. In: FAZ, 23. August 2011, (Ausschnitt).
- Der Plurimi Faktor: Anmerkungen zum Außenseiter. In: Der Spiegel. Nr. 31, 2013, S. 108 ff. (online).
- Die Expedition zu den Wächtern und Sprengmeistern. Kritische Prosa, Rowohlt-Verlag, Hamburg 2020. ISBN 978-3-498-06554-6. (Enthält den Band Aufstand gegen die sekundäre Welt (2012) fast vollständig und 3 Texte aus Der Gebärdensammler sowie neuere Texte.)

## Auszeichnungen
- 1974: Hannoverscher Dramatikerpreis
- 1977: Förderpreis zum Schiller-Gedächtnispreis
- 1981: Großer Literaturpreis der Bayerischen Akademie der Schönen Künste
- 1982: Mülheimer Dramatikerpreis
- 1987: Jean-Paul-Preis
- 1989: Georg-Büchner-Preis
- 1993: Theaterpreis Berlin
- 2001: Lessing-Preis der Freien und Hansestadt Hamburg
- 2007: Schiller-Gedächtnispreis

## Ausstellungen
- 2024/25: Gebärdensammler – Schriftfortsetzer – Sätzemacher, Deutsches Literaturarchiv Marbach[22]